# آل رشيد
آل رشيد هي عائلة وسلالة حكمت إمارة جبل شمر في نجد وعاصمتها حائل «شمال وسط الجزيرة العربية» في القرن التاسع عشر الميلادي عام 1834م، وحكمت لمدة 88 سنة حتى مطلع القرن العشرين وقت سقوط الإمارة عام 1921م.

## قبل الإمارة
ويعود نسب أسرة آل رشيد إلى فخذ الجعفر من عبده من قبيلة شمر العائدة إلى قبيلة طيء، وكان والد عبد الله بن علي الرشيد صاحب دين وورع وكرم، وصديقًا للأمير محمد بن عبد المحسن، ولم تكن لديه أي رغبة او طموح في منافسته على زعامة القبيلة الفردية. وقد اختلفت المصادر حول مهنة والده علي ابن رشيد، فبعضها ذكرت أنه كان يعمل جابيا لزكاة البادية الشمالية لسعود بن عبد العزيز آل سعود، فيما ذكرت مصادر أخرى بأنه كان يعمل فلاحًا بسيطًا، ولا يوجد تعارض من مزاولة تلك المهنتين في آن واحد، وكذلك لا يوجد تعارض بين علاقته مع الأمير محمد بن عبد المحسن وعمله بالزراعة أو جباية الزكاة، بل أن عمله في جباية الزكاة كان يقربه من الأمير، فضلاً عن صلة القرابة بين الأسرتين. وكان لعلي هذا أخٌ يدعى «جبر» يعمل كاتبًا عند سعود بالدرعية، وذكر ابن بشر أن جبر ابن رشيد قد انتقل إلى رأس الخيمة بعد استسلام عبد الله بن سعود لإبراهيم باشا سنة 1234هـ/1818م. ويبدو أن جبر كانت له مكانة مرموقة عند سعود بن عبد العزيز إذ كان يكرمه إكرامًا زائدًا، حتى أنه قال لعماله الذين في الأقاليم:«إذا ورد عليكم كتاب فيه إسمي، وهو بخط جبر بن رشيد يكون يعمل فيه ولو مافيه مهر». وهذا يدل على علو شأن علي وجبر آل رشيد، حيث كان الأول عاملًا لسعود والآخر كاتبًا له، مما يعني أن تلك الأسرة لم تكن مغمورة من الناحية الاجتماعية بل كانت لها مكانتها، وازدادت شهرتها بعد تأسيس الإمارة على يد عبد الله وشقيقه عبيد.
أما والدة عبد الله بن علي فهي علياء عبدالعزيز الحميان من إحدى كبار أسر حائل. وقد ولد عبد الله بن علي سنة 1204هـ / 1790م، حيث نشأ تحت رعاية والديه مع إخوته عبيد وعبد العزيز وشقيقتهم نورة في حائل. وتزوج عبد الله في شبابه من سلمى بنت محمد العبد المحسن آل علي (حاكم حائل حتى 1818)، ثم تزوج بعدها منيرة الجبر.

## نشأة الإمارة في حائل

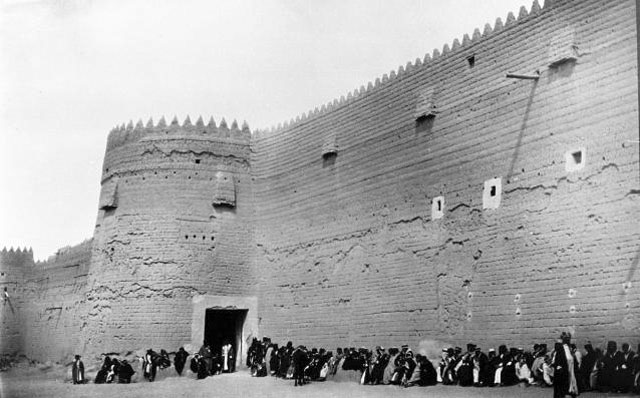
قصر برزان في مدينة حائل النجدية هو قصر الحكم التاريخي لحكام إمارة جبل شمر من أسرتي آل علي و آل رشيد

و تم في العام 1800 تولى عبد الله العلي الرشيد إنشاء ما يمكن تسميته بـ المعارضة، لحكم آل علي، آل علي وآل رشيد أبناء عمومه، حائل، فقام حاكم حائل آنذاك صالح بن عبدالمحسن آل علي بنفيه إلى العراق على الفور، في عام 1820.
وفي العراق اتضحت بوادر القدرة الحربية والسياسية لدى عبد الله، وشارك في معظم معارك الرشيد في العراق وأعجب به الوالي العثماني ومنحه ثقته، وفي ذات الوقت استطاع عبد الله توطيد علاقته مع تركي بن عبد الله آل سعود وابنه فيصل بن تركي. وكان تركي بن عبد الله قد تمكن من استرداد نفوذ أسرته على بعض مناطق نجد، إلا أنه قتل في الرياض بواسطة ابن أخته مشاري بن عبد الرحمن في 8 مايو 1834، عندما كان أبنه الأمير فيصل يقود حملة عسكرية على الأحساء وكان معه عبد الله بن رشيد وعمر بن عفيصان. عندها عاد فيصل بن تركي وحاصر مشاري في القصر لمدة عشرين يوماً حتى أقتحم عبد الله بن رشيد القصر مع مجموعة من الرجال وقتل مشاري بن عبد الرحمن والعبد حمزة قاتل الأمام تركي بن عبد الله.

## الأمير عبد الله العلي الرشيد
وكان الانقلاب الذي نفذه عبد الله بن رشيد ضد أسرة آل علي انقلاباً سلمياً إذ حالما تمكن من السيطرة على المدينة أصدر مرسوماً بعزل صالح بن عبدالمحسن آل علي عن الإمارة ونفيه إلى المدينة المنورة، ولم يقتل أي فرد من أسرة آل علي.
وواجه الأمير عبد الله الرشيد بعض المصاعب عندما تولى الإمارة، وكان معظمهما ناتج عن الأمير السابق صالح بن عبدالمحسن آل علي الذي استعان بالعثمانيين لاستعادة إمارته في حائل، وظل يشكل مصدر قلق حتى قتله عبيد بن رشيد وهو في طريقه إلى المدينة المنورة، ونجا من القتل عيسى بن صالح آل علي، الذي تمكن من الهرب والوصول إلى المدينة المنورة حيث لقي التأييد من واليها العثماني.
كما تعرض عبد الله بن رشيد إلى بعض المشاكل مع الدولة العثمانية ممثلة بواليها محمد علي باشا الذي أرسل حملة في عام 1836 بقيادة إسماعيل بك ومعه خالد بن سعود أخو عبد الله بن سعود آخر حكام الدولة السعودية الأولى، ونجح عيسى آل علي في الحصول على تأييد إسماعيل بك الذي أرسل فرقة عسكرية معه إلى حائل لقتال ابن رشيد وتثبيته في الإمارة، غير أن عبد الله بن رشيد علم بالحملة فخرج مع أسرته وبعض مؤيديه من حائل وتوجه إلى بلدة جبة، ودخل عيسى آل علي حائل وأصبح أميراً عليها في أبريل 1837.
إلا أن الفرقة العسكرية لم تبق في حائل طويلاً، إذ سرعان ما عادت إلى القصيم، وبقي مائة جندي من العثمانيين عند عيسى بن علي مما أضعف موقفه، فتوجه عبد الله بن رشيد مع أخيه عبيد وأعوانهما من بلدة جُبّة إلى بلدة قفار واتخذاها مركزاً لمقاومة عيسى.
وفي تلك الأثناء من عام 1837 م أرسلت حملة عثمانية عسكرية بقيادة خورشيد باشا لتعزيز القوات العثمانية في نجد، انطلقت من المدينة المنورة، ولما علم عبد الله بن رشيد بحكم تجربته وخبرته أنه لا يمكن مقاومة تلك الحملة، خاصة بعد تخاذل أهل نجد عن نصرة فيصل بن تركي، الذي فقد حكمه، هو الآخر، في الرياض لصالح عبد الله بن ثنيان، فغادر عبد الله بن رشيد بلدة قفار إلى المدينة المنورة لملاقاة قائد الحملة خورشيد باشا والتفاوض معه وطلب عونه في العودة إلى إمارته، وكان ذلك في أكتوبر 1837 واستطاع عبد الله بن رشيد أن يكسب ثقة خورشيد باشا، وبدأ التعاون بينهما بأن كلفه خورشيد باشا بتأمين الإبل اللازمة لنقل جنود الحملة وإمداداتها إلى نجد، ووعده في المقابل بتمكينه من إمارة الجبل (حائل).
وفي تلك الأثناء قام عبيد بن رشيد بهجوم على عيسى آل علي في حائل واضطره إلى الهروب منها إلى القصيم، وأقر خورشيد باشا عبد الله بن رشيد على إمارة الجبل بعد أن كتب إلى والي مصر محمد علي باشا في أواخر عام 1837م، وهو إقرار شكلي.
ومنذ ذلك الوقت أصبح عبد الله بن رشيد أميراً غير منازَع، وكانت الإمارة طوال فترة حكمه تزداد قوة ومجداً يوماً بعد يوم، كما كان نفوذها خارج منطقة الجبل يزداد توسعاً وانتشاراً سنة بعد سنة.
ولما تمكن الإمام فيصل بن تركي وأخوه جلوي ومن معهما من آل سعود من الفرار من مصر أوائل عام 1843 توجهوا إلى حائل فتلقاهم الصديق القديم عبد الله بن رشيد في حائل بالترحاب قائلاً: أبشروا بالمال والرجال والمسير معكم والقتال. وانطلق الإمام فيصل لإزاحة عبد الله بن ثنيان عن الملك، ورافقه أخوه جلوي بن تركي وعبد الله بن رشيد وأخوه عبيد بن رشيد في حملة انتهت باسترداد الإمام فيصل لملكه ودخوله الرياض في 9 يونيو 1843.
وتوفي عبد الله بن رشيد بعدها بثلاث سنوات في 30 أبريل 1847.

## الأمير عبيد العلي الرشيد
الأمير عبيد العلي الرشيد، أسس حكم إمارة آل رشيد التي كانت عاصمتها حائل (1834 - 1922)، قال عنه أمين الريحاني - تاريخ نجد ص286 -: «امتاز عن أخيه بأمور ثلاثة - تغلوه في الدين - وبخشونة طبعه- وبنزعه شديدة إلى الجهاد في سبيل الله والتوحيد وكان رسول النجديين الأكبر في الجبل، وكان بيته محط رحال النجديين في حائل ومرجعهم الأعلى. وهو فارس من أبطال الفرسان وشاعر من فحول الشعراء».
كان زمن الأمير عبيد بالغ الخصوصية من تاريخ المنطقة ككل إذ انها فترة تاسيس إمارة آل رشيد التي شكل فيها الأمير عبيد الرشيد ولاكثر من ربع قرن القبضة الحديدة. وكان له الدور الأكبر في توسيعها شمالا بفتح الجوف حتى بادية الأردن وجنوبا حتى المخلاف السليماني.
ذكر ان الأمير عبيد العلي الرشيد توفي سنة 1282هـ (1865 م) وكما روت الليدي آن بلنت عندما زارت حائل سنة 1871 م حيث قالت:«ان عبيد توفي منذ تسع سنوات» وذكرت انه تصدق قبل وفاته بكل مايملك ولم يبق سوى سيفه وفرسه «كروش» وأوصى ابن أخيه محمد بن عبد الله بان يبقى سيفه مغمدا وألا يركب أحد فرسه من بعده وألا تتزوج أرملته «سعدى».

## العلاقة بين آل رشيد وآل سعود
لقد قامت العلاقة بين آل رشيد وآل سعود في عهد التأسيس على أسس قوية وثابتة، واختلفت العلاقة بين عبد الله بن رشيد وفيصل بن تركي عن أية علاقة أخرى بين عبد الله بن رشيد وبين أي من حكام الأقاليم النجدية الأخرى، وقد توثقت هذه العلاقة بالمصاهرة بين الأسرتين، فقد تزوج عبد الله بن فيصل بن تركي من نورة العبد الله الرشيد، ثم من ابنة عمها طريفة العبيد الرشيد، ولما توفي عنها، تزوجها شقيقه محمد بن فيصل بن تركي. وكذلك فقد تزوج عبد الله بالجوهرة أخت فيصل بن تركي.

## الحكام
| إمارة آل رشيد في حائل                | إمارة آل رشيد في حائل   |
| الحكام                               | الحكام                  |
| ------------------------------------ | ----------------------- |
| الحاكم                               | سنوات حكمه (من - إلى)   |
| عبدالله العلي الرشيد (المؤسس)        | 1834 - 1847             |
| عبيد العلي الرشيد (المؤسس)           | 1834 - 1869             |
| طلال العبدالله الرشيد                | 1847 - 1866             |
| متعب العبدالله الرشيد                | 1866 - 1869             |
| بندر الطلال الرشيد                   | 1869 - 1873             |
| محمد العبدالله الرشيد (العصر الذهبي) | 1873 - 1897             |
| عبدالعزيز المتعب الرشيد              | 1897 - 1906             |
| متعب العبدالعزيز الرشيد              | 1906 - 1906             |
| سلطان الحمود الرشيد                  | 1906 - 1907             |
| سعود الحمود الرشيد                   | 1907 - 1908             |
| سعود العبدالعزيز الرشيد              | 1908 - 1920             |
| عبدالله المتعب الرشيد                | 1920 - 1920             |
| محمد الطلال الرشيد                   | 1921 - 1921 (سقوط حائل) |

شجرة نسب حكام إمارة آل رشيد

بعد وفاة عبد الله بن رشيد، المؤسس الأول للإمارة، لم تكن شؤون انتقال الحكم معروفة وموثقة، إذ لم يعهد عبد الله بولاية العهد لأحد، ولكن الجميع كانوا يعتقدون بأن عبيد العلي الرشيد، شقيق عبد الله وساعده الأيمن في إنشاء الدولة، هو المرشح لتولي زمام الحكم. إلا أن عبيد لما جمع جماعة حائل في قصر برزان قال لهم: «إن أميركم يطلبكم الحل (مات)، فابحثوا عمن ترضونه ويرضاكم ليكون حاكماً» ولما لم يكن لأحد من الجماعة وجهة نظر خاصة بالموضوع، فقد قام عبيد بتعيين ابن أخيه طلال العبدالله حاكما على حائل، في خطوة غير متوقعة على الإطلاق.

### طلال العبد الله الرشيد
تولى طلال الحكم، وكان عمره حينها 25 عاماً، وشهدت فترة حكمه توسعاً في نفوذ حائل فقد أخضع إقليم الجوف المجاور لحائل وتيماء وتبوك وما حولها، وفي الوقت نفسه عمل على تحسين علاقته مع الخلافة العثمانية، وكانت علاقته مع آل سعود في الرياض على ما يرام أيضاً فقد كانت زوجته هي الجوهرة بنت فيصل بن تركي.
وفي عام 1866 أصيب طلال بمرض عضال، فأستدعي له طبيب إيراني شهير آنذاك، فأخبره الطبيب بأن لديه العلاج لمرضه لكن العلاج سيؤثر على عقله، فقام يفكر بهدوء لدقائق لم يقتل نفسه بك انه كان ذاهب الي الصيد وقتل هناك واثر صدى الطلقة على ارجاء قصر برزان وغمر حائل بالحزن.
حكم طلال لعشرين عاماً، وكانت مرحلة انتقالية في إمارة آل رشيد في حائل إذ عزز قوتها وأرسى أساساتها، وأحبه أهالي حائل بشكل كبير.[بحاجة لمصدر]

### متعب العبد الله الرشيد
ومتعب هو أخ لطلال، تولى الحكم من بعد أخيه عام 1866، وكان بندر، ابن طلال، يرغب بالحكم، عوضا عن عمه متعب (لأن الحكم الملكي يجري عادة بامتداد عمودي أي من الأب للإبن) إلا أن صغر سن بندر الطلال (كان عمره 17 سنة عندما توفي والده) قد حال دون وصوله إلى مبتغاه حال وفاة والده. ولكن ذلك لم يمنعه من المطالبة بالحكم، فأبتدأت النزاعات بين بندر وبدر الطلال من جهة وبين عمهم متعب العبد الله من جهة، وحاول عبيد العلي الرشيد عمهم الأكبر، أن يحل النزاع إلا أن متعب العبد الله لم يتجاوب مع المفاوضات ومحاولات الإصلاح، فقام بندر الطلال بقتل عمه متعب في عام 1869 وتولى الحكم في حايل.

### بندر الطلال الرشيد
بعد قتل متعب العبد الله تولى بندر الطلال مقاليد الحكم في حائل وكان عمره آنذاك 20 عاماً وفي العام الذي تولى فيه بندر الحكم توفي العم الأكبر و (عراب) الأسرة عبيد العلي الرشيد، وكان بندر يعتمد على قوة وهيبة وسلطة عمه عبيد المعنوية التي كانت تشكل درع حماية له خصوصا من عمه محمد العبدالله الرشيد، شقيق متعب العبد الله الذي قتله بندر، وكان محمد العبد الله أثناء قتل أخيه متعب متواجداً في الرياض عند عبد الله فيصل بن تركي، ولولا أن عبيد كان في حائل عندما تم قتل متعب وتولى بندر السلطة، لتوجه إلى حائل ليثأر لأخيه القتيل، لكن وجود عبيد بالقرب من بندر الطلال جعل محمد العبد الله يؤخر ثأره.
ولكن عندما توفي عبيد في نفس العام، بدأ بندر الطلال ينتظر عودة محمد العبد الله من الرياض ويفكر بما سيثير ذلك من مشاكل في الأسرة، فتوجه بندر إلى الرياض قبل أن يخرج منها محمد، في محاولة لاسترضائه تكللت بالنجاح، فقد اتفقوا على أن يبقى بندر حاكما فيما يتولى محمد العبد الله إدارة قوافل الحج القادمة من إيران والعراق والتي تمر بحائل وتعتبر موردها الاقتصادي الأهم، فرضي محمد بهذا المنصب الهام وسارت الأمور في حائل على ما يرام.
ولكن في عام 1873 وبعد ثلاث سنوات من تولي بندر السلطة، حدث خلاف بين بندر الطلال وعمه محمد العبد الله المسؤول عن القوافل، وكان السبب في ذلك أفراد من قبيلة الظفير كانوا قادمين مع إحدى قوافل الحج، ومنعهم بندر الطلال من دخول حائل وأمرهم بالرجوع من حيث جاؤوا لخلاف بينه وبين قادة قبيلتهم، ولكن محمد العبد الله سمح لهذه القافلة بالدخول إلى حائل ومواصلة مسيرها، وحينها غضب بندر الطلال فاستدعى محمد العبد الله وقال له: «من هو الأمير؟ أنا أم أنت؟»، وحينها ثار الخلاف بينهم وانتهى بمقتل بندر الطلال على يد عمه محمد العبد الله وذلك عام 1873.

### محمد العبد الله الرشيد
بعد مقتل بندر الطلال دبّر محمد قتل جميع أبناء طلال العبد الله الرشيد، كي لا يثورون ضده بعد قتله لأخيهم الحاكم بندر الطلال، ما عدا بدر ونايف، أخوي بندر، فقد سلما من القتل. ولما كبر بدر أراد الانتقام من عمه، إلا أن عمه استطاع قتله وأسر نايف في قصره، وبذلك تربع على سدة الحكم، وقال في إحدى خطبه يبرر قتله لهم (والله ما قتلتهم الا خوفا على هذه - واشار إلى رقبته - يا جماعة، هل تظنون ان من قتل أخي سيعفو عني)،
وفي محاولة منه لكسب تأييد أكبر عدد من أفراد أسرة آل رشيد، بنى محمد علاقات وثيقة مع فرع عبيد الذي كان أكثر عدداً من فرع عبد الله وأصبح حمود الابن الأكبر لعبيد الصديق والحليف الوثيق
لمحمد، واهتم محمد بن رشيد بتنظيم جيشه وتحصين ثغور بلاده، وبسط الأمان في تلك الأنحاء، وكف البدو عن الغزوات، وتشدد على السارقين واللصوص، وسعى إلى بسط حكمه في شرقي نجد وتقدم شمالاً حتى وصل إلى حوران وهدد نواحي
دمشق حتى خاف أهلها من دخوله عاصمتهم، ولما رأى بوادر الانشقاق تدب بين آل سعود سعى إلى توسيع نفوذ حائل فتدخلت القوات الحائلية في القصيم بعد أن استنجد به حسن آل مهنا أبا الخيل أمير بريدة عندما أراد عبد الله بن فيصل آل سعود غزو القصيم. ومن ثم سنحت الفرصة للأمير محمد الرشيد عندما استنجد به عبد الله بن فيصل آل سعود لمحاربة أبناء أخيه سعود بن فيصل فتوجه الجيش الحائلي للرياض وأخرج ابني سعود بن فيصل (محمد وعبد العزيز) من الرياض وحبسهم في حائل وبعد ذلك انتصر علي أهل القصيم في معركة المليداء عام 1890 انتصارآ عظيمآ وتم أسر أمير بريده حسن ال مهنا، وأخيرا ضم الرياض إلى حائل قرابة عام 1882 واضطر عبد الرحمن بن فيصل عام 1891 إلى الرحيل عنها إلى قطر ثم البحرين ثم إلى الكويت،
وتعتبر فترة حكم محمد بن عبد الله بن رشيد من أزهى فترات حكم إمارة آل رشيد في حائل ويعتبر عهده العهد الذهبي للإمارة.
وتوفي محمد العبد الله في حائل عام 1897.

### عبد العزيز المتعب الرشيد
كان محمد العبد الله عقيما، ولم يكن له أبناء من بعده، فلما توفي حكم من بعده عبد العزيز المتعب العبد الله الرشيد، الذي كان أبيه الحاكم الثالث لحائل. وفي فترة حكمه أقدم الشيخ مبارك الصباح ومعه ابن سعود وآل سليم أمراء عنيزة وآل مهنا أمراء بريدة المعزول وجموع كبيرة من البوادي على محاربة آل رشيد وتقدموا بقوتهم واحتلوا الطرفية، إحدى قرى القصيم، وجعلها مبارك الصباح موقعاً متقدماً لقواته.
وخاض الطرفان في 17 مارس 1901 معركة الصريف واستطاع فيها عبد العزيز المتعب إحراز نصر حاسم على مبارك الصباح.
ولكن في السنة التالية 1902 استطاع عبد العزيز آل سعود الاستيلاء على الرياض بعد أن قتل حاكم الرياض المعين من قبل حائل عجلان بن محمد، ثم حصلت مواجهات عديدة بين عبد العزيز بن متعب وعبد العزيز بن عبد الرحمن في منطقة القصيم منها في البكيرية والشنانة عام 1904، ثم كانت المعركة الفاصلة في روضة مهنا، التي قتل فيها عبد العزيز المتعب في 14 أبريل 1906.

### متعب العبد العزيز الرشيد
تولى بعد والده باتفاق أهل حائل والجنود الذين كانوا معه، غير أن أبناء حمود العبيد الرشيد: سلطان وسعود وفيصل، والذين هم أخواله، قاموا بقتل متعب العبد العزيز في 27 ديسمبر 1906 أي بعد توليه الحكم بثمانية أشهر. وقتلوا معه أخويه مشعل ومحمد بعد أن دعوهم إلى رحلة صيد وقتلوهم هناك، اما الأخ الصغير للمقتولين (سعود العبد العزيز) فقد فر به خواله السبهان إلى المدينة المنورة وعمره عشر سنوات.
كانت فترة حكم متعب قصيرة لم تتجاوز التسعة أشهر، ورغم هذه الفترة القصيرة إلا أنه كانت له بعض الجهود الإصلاحية التي حببت أهالي حائل فيه، من ذلك أنه عقد صلحاً مع الملك عبد العزيز واتفقا على أن تكون المناطق الواقعة شمال القصيم تابعة لأبن رشيد وماعداها تابع لأبن سعود.

### سلطان الحمود العبيد الرشيد
خطط سلطان لاغتيال حاكم حائل متعب العبد العزيز وإخوته الثلاثة، وتم ذلك في ديسمبر 1906.غير أنهم لم يتمكنوا من قتل سعود، الأخ الصغير لمتعب، فقد غادر به أخواله السبهان نحو المدينة المنورة حالما وصلهم خبر مؤامرة أبناء حمود العبيد على الأمير متعب. بعد أن تمكن سلطان وإخوته سعود وفيصل من قتل الحاكم متعب وإخوته، عادوا إلى حائل وأعلن سلطان الحمود نفسه حاكما لحائل، وعيّن أخيه سعود ولياً للعهد، أما فيصل فأعطاه إمارة منطقة الجوف.
تحالف خلالها مع آل مهنا أبا الخيل أمراء بريدة ومع فيصل الدويش شيخ قبيلة مطير ضد عبد العزيز آل سعود، وخاضوا معركة الطرفية التي انتصرت فيها قوات عبد العزيز آل سعود على قوات المتحالفين. بعد الهزيمة أصبح الأمير سلطان في موقف صعب أمام الجماعة (أهالي حائل)، وبعد هزيمته من قبل السعوديين أجبره أخوه سعودعلى التنازل عن الحكم، وذلك في يوليو 1907. ويرجّح أنه لم يعش طويلاً بعد عزله.

### سعود الحمود العبيد الرشيد
تولى سعود الحكم بعد عزل أخيه الأميرسلطان

### سعود العبد العزيز المتعب الرشيد

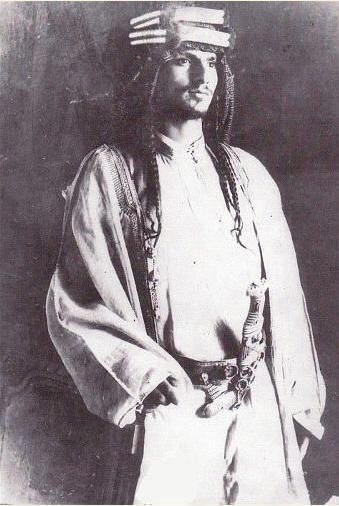
سعود العبدالعزيز المتعب الرشيد

تولى الحكم بعدمقتل الأمير سعود الحمود الرشيد عام 1908، وكان الأمير سعود العبد العزيز المتعب هو الناجي الوحيد من المذبحة التي وقعت لإخوانه بأمر سلطان الحمود الرشيد الحاكم الثامن، وكان وقتئذ صغيراً في السن فهرب به حمود العبيد الرشيد إلى المدينة المنورة، فعاش هناك حتى عودته، وكان عمره عشر سنوات فتولى الحكم تحت وصاية خاله حمود السبهان الذي مارس دور الحاكم الفعلي للإمارة، وبعد وفاة حمود السبهان، عام 1909 تولى دور الوصاية على الأمير سعود، زامل السالم العلي السبهان.(وهو والد جدته الأميرة فاطمة)، ولكن زامل أيضاً كان كبيراً في السن ولم يلبث أن توفي في أواخر عام 1910م، وفي 1915 خاضت حائل حربها الظافرة ضد السعوديين في معركة جراب، وألحقت هزيمة بالسعوديين كانوا قد افتقدوها منذ عام 1902م. وكان كل ذلك من تدبير الأميرسعود.
عرف سعود بموالاته للدولة العثمانية ومناصرته لها والوقوف إلى جانبها في الحرب العالمية الأولى، وفي عهده كانت معركة جراب في عام 1915 التي هزم فيها عبد العزيز آل سعود لأول مرة منذ الهزيمة الكبرى في معركة الصريف عام 1901، وصد توسعه نحو الشمال، وتمكن أيضاً من استعادة الجوف وتوابعه إلى إمارته. وانتهت فترة حكمه بقتله اغتيالاً على يد الأمير عبد الله الطلال الرشيد في مارس 1920.

### عبد الله المتعب العبد العزيز الرشيد

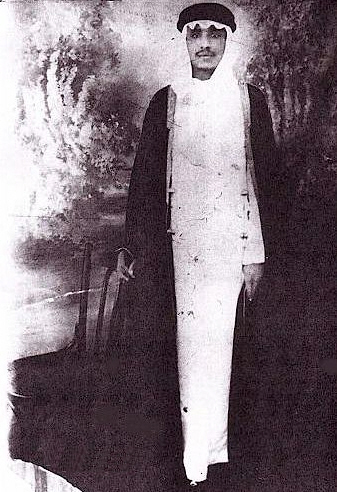
عبد الله المتعب الرشيد

تولى الأمير عبد الله الحكم في مارس 1920، في ظل ظروف سياسية صعبة في حائل، فقد ابتدأ حكمه باغتيال الأمير سعود العبدالعزيز الرشيد على يد عبد الله الطلال الرشيد، فواجه عبد الله المتعب انقساماً حاداً في الأسرة الحاكمة، كذلك بدأ مع حكمه حصار الإخوان وقوات عبد العزيز آل سعود لمدينة حائل، وفيما كانت البلد تعيش تحت ظروف الحرب قدم محمد الطلال الرشيد من الجوف، ومحمد هو أخ لعبد الله منفذ اغتيال الأمير سعود. وبوصوله سادت سحابة من الشك داخل قصر برزان، بين أفراد الأسرة المؤيدين لعبد الله المتعب والآخرين المؤيدين لمحمد الطلال. ورغم أن محمد قال لعبد الله المتعب أنه لن لم يأتِ من الجوف ليقتله بل ليساعد في الدفاع عن حائل، إلا أن الأخير كان متخوفاً من محمد الطلال. فأمر الحاكم عبد الله المتعب بسجن محمد الطلال، الآن الموالين لمحمداخرجوه من السجن فأبتدأ محمد بعد خروجه من السجن بجمع أهالي حائل لتكوين جيش ضد الغزاة المتحالفين :السعوديين.وماسمع عبد الله عن خروج محمدالطلال حتي هرب عند آل سعود وذلك في أواخرعام 1920. ثم قتل في الرياض عام 1946، رغم أنه لاجئ، في جريمة غامضة لم يتم التحقيق فيها.

### محمد الطلال الرشيد
تولى الأمير محمد الحكم في حائل مطلع عام 1921، بعد لجوء الأمير عبد الله المتعب الرشيد (الحاكم الحادي عشر) إلى آل سعود، وكانت فترته تنذر بنهاية إمارة آل رشيد، فعبد العزيز آل سعود جعل هدفه احتلال حائل، فشدد حصاره عليها حتى وخاض الأمير محمد الطلال وأهالي حائل عدة معارك مستميتة في سبيل الدفاع عن البلد غير أن الدعم العسكري البريطاني لقوات آل سعود قد رجّح الكفة لصالح السعوديين وقد سلم الأمير محمد نفسه للملك عبد العزيز متخليا" عن حائل لقدرها.

## راية آل رشيد

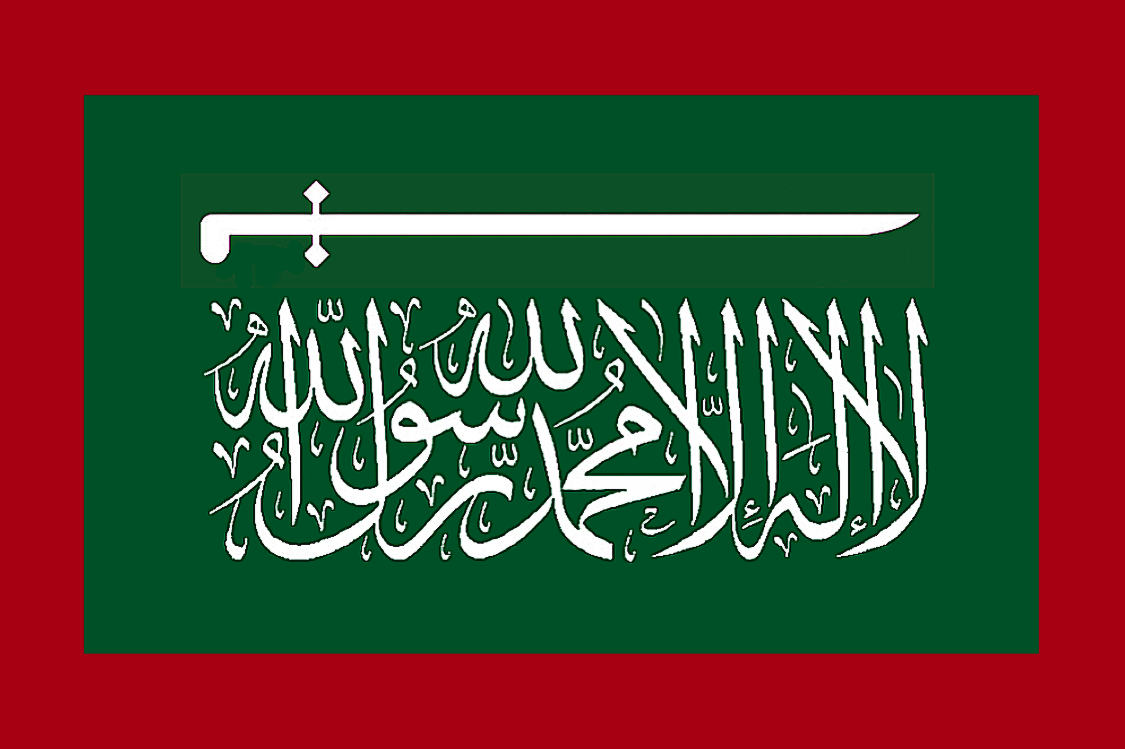
راية آل رشيد كما وصفها كارلو غوارماني

اختلفت الروايات حول علم إمارة جبل شمر، أو آل رشيد. ومن تلك الروايات:
- وصف الشريف عبد الله بن الحسين: «فزارني أمير الحج ابن رشيد، وقال إن المحافظ منعه من دخول المدينة المنورة ومعه علم ابن رشيد، وهو علم أخضر مكتوب عليه «لا إله إلا الله محمد رسول الله.»».[10]
- وصف كارلو كلاوديو غوارماني: «وسكان جبل شمر الشّديدو التّزمّت لا يطيقون النصارى ولا اليهود. والراية الوطنية ذات لون أخضر ومؤطّرة بالأحمر، وتحمل كتابة بالأبيض تحت سيف مسلول تمثّل الشهادتين: لا إله إلا الله، محمد رسول الله.».[11]

## وصلات خارجية
- برزان